# Sandbakelse

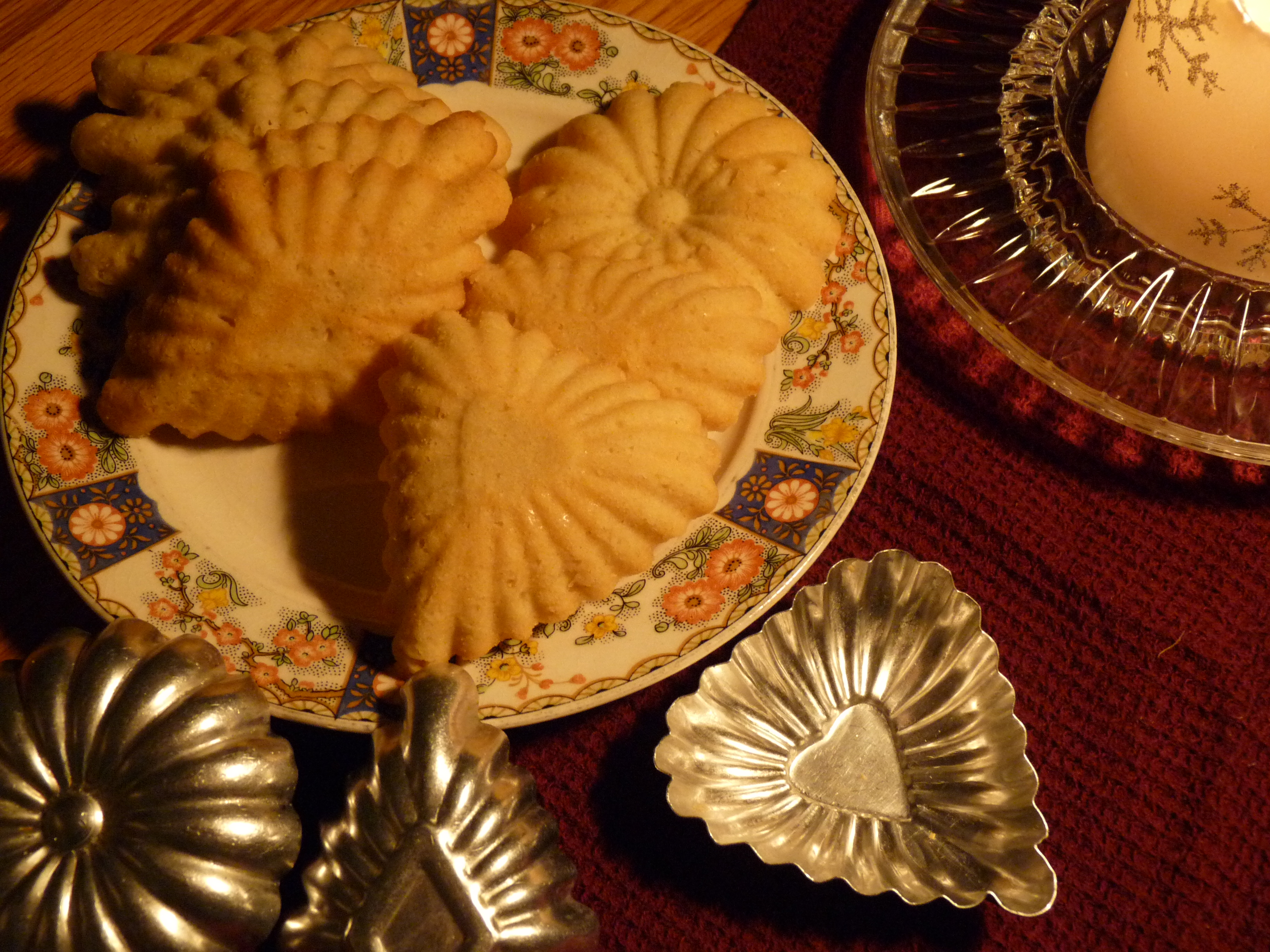
Sandbakelse.

Sandbakelse o 'sandbakkels' (tartas de arena) o 'sandkaker' es una galleta de azúcar noruega. Son una tradición de Navidad en muchas familias.
Los sandbakelse son hechos de harina, mantequilla, huevos, azúcar, y extracto de almendras - posiblemente con vainilla o cardamomo. Después de que la masa se mezcla y se enfría, se pulsa en latas acanaladas. Todas las edades a tres años pueden ayudar a presionar la masa con estas latas.
En 1845, una receta para sandbakelse apareció en un libro de cocina de Noruega, pero no se generalizaron hasta más tarde en el siglo XIX. Se hicieron populares más que el krumkake debido a que los sandbakelse requerían harina fina, que no estaba disponible.